# Автоноя (дочь Кадма)
Автоноя (др.-греч. Αὐτονόη «своенравная») — старшая дочь Кадма и Гармонии, сестра Агавы, Ино и Семелы, жена Аристея, мать Актеона.
Была среди вакханок, растерзавших Пенфея. 
Огорчённая смертью сына Актеона, переселилась из Фив в посёлок Эрений (около Мегар), там показывали её надгробный памятник.
В её честь названа линия Автоноя на спутнике Юпитера Европе.